# 547 (numero)
Cinquecentoquarantasette (547) è il numero naturale dopo il 546 e prima del 548.

## Proprietà matematiche
- È un numero dispari.
- È un numero primo.
- È un numero difettivo.
  - È un numero primo troncabile a sinistra nel sistema numerico decimale.
  - È un primo cubano.
- È un numero esagonale centrato.
- È un numero ettagonale centrato.
- È un numero colombiano nel sistema numerico decimale.

## Astronomia
- 547 Praxedis è un asteroide della fascia principale del sistema solare.
- NGC 547 è una galassia ellittica della costellazione della Balena.

## Astronautica
- Cosmos 547 è un satellite artificiale russo.